# VEE Sachsen
Die VEE Sachsen e.V., kurz für  Vereinigung zur Förderung der Nutzung Erneuerbarer Energien, wurde im Jahr 1995 in Dresden als branchenübergreifender Verband für die Verbesserung der Rahmenbedingungen für Erneuerbare Energien in Sachsen gegründet.
Der Verband setzt sich für die Interessen von Windenergie, Bioenergie, Wasserkraft, Geothermie, Solarthermie, Photovoltaik und Energiespeicher ein, sowie für eine Wärme- und Mobilitätswende.
Der gemeinnützige Verband vereint Personen, Firmen und Institutionen, die auf dem Gebiet der Nutzung Erneuerbarer Energien sowie der Aus- und Weiterbildung, der Entwicklung und Herstellung von Anlagen und Einzelkomponenten arbeiten oder die Arbeit auf diesem Gebiet fördern wollen.

## Zweck
Der Verband setzt sich als branchenübergreifender Verband mit derzeit über 130 Mitgliedern für die Belange der Erneuerbaren Energien in Sachsen ein. Der Verband vertritt die ganze Bandbreite der Erneuerbaren Energien aus Wind, Wasser, Sonne, Geothermie, Bioenergie und Speicher.

## Ziele
Mitglieder und Funktionsträger sind überzeugt, dass an der vollständigen Umstellung auf erneuerbaren Energieträgern kein Weg vorbeiführt, um den Klimaschutz und die Bewahrung der Lebensgrundlagen auch für zukünftige Generationen zu gewährleisten. Denn, so ist der Verband sich sicher, fördern Erneuerbare Energien den Industriestandort Deutschland, schonen unsere Ressourcen und sichern unsere Unabhängigkeit von Rohstoffimporten. Die dezentrale Erzeugung schafft vor Ort Versorgungssicherheit sowie Arbeitsplätze und sichert stabile Strompreise. Die Energieversorgung im Freistaat Sachsen vollständig auf Erneuerbare Energien umzustellen, ist das langfristige Ziel des Verbandes. 
Um den Wandel in der sächsischen Energiewirtschaft zu unterstützen, ist die Vereinigung u. a. mit mehreren Mitgliedern im Energiebeirat der sächsischen Staatsregierung und in drei der vier sächsischen Regionalen Planungsverbänden vertreten.
Der Verein fördert und vermittelt den Erfahrungsaustausch für Projekte aus allen Bereichen der Erneuerbaren Energien und fungieren darüber hinaus als Berater sächsischer Bildungsträger bei der Entwicklung neuer Aus- und Weiterbildungskonzepte. Im Rahmen seiner Öffentlichkeitsarbeit organisiert der Verein vielfältige Veranstaltungen, darunter seit 2023 auch sogenannte Solar-Partys. Zudem ist der Verein Bildungspartner der Sächsischen Energieagentur SAENA und führt an sächsischen Schulen Projekttage zum Thema Elektromobilität durch. Er unterstützt die Sächsischen Energietage. Außerdem erarbeitete er in der Vergangenheit im Auftrag der SAENA einmal jährlich eine Beschäftigungsstudie zu den Erneuerbaren Energien in Sachsen.

## Organisation und Mitglieder
Der Präsident ist Falk Zeuner aus Leipzig. Die Geschäftsstelle wird von Andreas W. Poldrack geleitet.
Der Verband hat zurzeit über 130 Mitglieder aus Wirtschaft, Politik, Wissenschaft, Kultur und Gesellschaft. Im Verband existieren mehrere Arbeitsgruppen zu den einzelnen Teilbereichen der Erneuerbaren Energien.
Neben vielen Einzelmitgliedern sind etwa 60 Unternehmen mit rund 10.000 Beschäftigten in der VEE vertreten.